# Bùi Quang Thanh (Công an)
Bùi Quang Thanh (sinh ngày 2 tháng 7 năm 1977 tại xã Nam Trạch, huyện Bố Trạch, tỉnh Quảng Bình) là tướng lĩnh Công an nhân dân Việt Nam, hàm Thiếu tướng. Ông hiện giữ chức vụ Bí thư Đảng uỷ, Chánh Thanh tra Bộ Công an.

## Sự nghiệp và quá trình công tác

### Xuất thân, Giáo dục
Bùi Quang Thanh, sinh ngày 2 tháng 7 năm 1977, quê quán tại xã Nam Trạch, huyện Bố Trạch, tỉnh Quảng Bình.
- Tiến sĩ Luật
- Lý luận Chính trị cao cấp
- Trình độ chuyên môn, nghiệp vụ Đại học Cảnh sát nhân dân, chuyên ngành Quản lý hành chính về trật tự xã hội
- Giáo dục phổ thông: 12/12
- Ngày vào Đảng: 1 tháng 6 năm 1999
 Ngày chính thức: 1 tháng 6 năm 2000

### Công tác tại Công an tỉnh Quảng Bình
Thiếu tướng Bùi Quang Thanh công tác tại Công an tỉnh Quảng Bình từ năm 1997 và trưởng thành, trải qua nhiều vị trí công tác khác nhau:
- Từ tháng 10/1995 - đến tháng 10/1997: Học viên Trường trung học Cảnh sát nhân dân 1
- Từ tháng 11/1997 - đến tháng 10/2000: Cán bộ phòng CSGT Công an tỉnh Quảng Bình
- Từ tháng 11/2000 - đến tháng 10/2003: Học viên Học viện Cảnh sát nhân dân
- Từ tháng 11/2003 - đến tháng 5/2007: Phó Bí thư chi bộ, Cán bộ phòng CSGT Công an tỉnh Quảng Bình
- Từ tháng 6/2007 - đến tháng 3/2009: Bí thư chi bộ, Phó đội trưởng phòng CSGT Công an tỉnh Quảng Bình
- Từ tháng 4/2009 - đến tháng 1/2013: Đảng ủy viên Đảng ủy, Phó trưởng phòng CSGT Công an tỉnh Quảng Bình
- Từ tháng 2/2013 - đến tháng 2/2015: Ủy viên BCH Đảng bộ Công an tỉnh, Bí thư Đảng ủy, Trưởng phòng CSGT Công an tỉnh Quảng Bình
- Từ tháng 3/2015 - đến tháng 3/2017: Ủy viên BTV thị ủy Ba Đồn, Bí thư Đảng ủy, Trưởng Công an thị xã Ba Đồn
- Từ tháng 4/2017 - đến tháng 6/2017: Ủy viên Ban thường vụ, Phó Giám đốc Công an tỉnh Quảng Bình[3]
- Từ tháng 7/2017 - đến tháng 1/2019: Phó Giám đốc, Thủ trưởng cơ quan An ninh điều tra Công an tỉnh Quảng Bình
- Từ tháng 2/2019 - đến tháng 7/2021: Phó Bí thư, Chủ nhiệm UBKT Đảng ủy, Phó Giám đốc, Thủ trưởng cơ quan An ninh điều tra Công an tỉnh Quảng Bình.

### Giám đốc Công an tỉnh Đắk Nông
Tháng 7 năm 2021, khi đang giữ chức Phó Giám đốc Công an tỉnh Quảng Bình, Đại tá Bùi Quang Thanh được Bộ trưởng Bộ Công an điều động đến nhận công tác và bổ nhiệm giữ chức Giám đốc Công an tỉnh Đắk Nông.

### Tham gia BCH, BTV tỉnh ủy Đắk Nông
Ngày 31 tháng 8 năm 2021, Ban thường vụ tỉnh ủy Đăk Nông đã công bố Quyết định của ban Bí thư Trung ương Đảng về việc chỉ định Đại tá Bùi Quang Thanh, Giám đốc Công an tỉnh Đăk Nông giữ chức Ủy viên Ban chấp hành, Ban thường vụ Tỉnh ủy Đắk Nông khóa XlI, nhiệm kỳ 2020 - 2025.

### Giám đốc Công an tỉnh Nghệ An
Chiều ngày 20 tháng 12 năm 2023, tại TP Vinh, Công an tỉnh Nghệ An tổ chức Lễ công bố quyết định của Bộ trưởng Bộ Công an về công tác cán bộ.
Tại buổi lễ, Trung tướng Nguyễn Văn Long - Thứ trưởng Bộ Công an trao Quyết định số 8889/QĐ-X01 ngày 18 tháng 12 năm 2023 của Bộ trưởng Bộ Công an về việc điều động Đại tá Bùi Quang Thanh - Giám đốc Công an tỉnh Đắk Nông đến nhận công tác và giữ chức vụ Giám đốc Công an tỉnh Nghệ An. Quyết định có hiệu lực kể từ ngày ký..

### Thăng hàm Thiếu tướng
Ngày 26 tháng 2 năm 2024, Chủ tịch nước Cộng hòa xã hội chủ nghĩa Việt Nam Võ Văn Thưởng đã ký quyết định về việc thăng cấp bậc hàm cấp tướng sĩ quan công an nhân dân từ Đại tá lên Thiếu tướng đối với đồng chí Bùi Quang Thanh, Giám đốc Công an tỉnh Nghệ An.

### Tham gia BCH, BTV tỉnh ủy Nghệ An
Ngày 29 tháng 2 năm 2024, Ban Thường vụ Tỉnh ủy Nghệ An tổ chức Hội nghị công bố Quyết định của Ban Bí thư chỉ định Thiếu tướng Bùi Quang Thanh – Giám đốc Công an tỉnh Nghệ An tham gia Ban Chấp hành, Ban Thường vụ Tỉnh ủy Nghệ An nhiệm kỳ 2020 - 2025 theo Quyết định số 1133-QĐNS/TW ngày 2 tháng 2 năm 2024.

## Khen thưởng
| Thứ tự | Huân chương                            |
| ------ | -------------------------------------- |
| 1      | Huân chương Chiến công hạng Nhất       |
| 2      | Huân chương Chiến công hạng Nhì        |
| 3      | Huân chương Chiến công hạng Ba         |
| 4      | Huân chương Quân công hạng Nhì         |
| 5      | Huân chương Quân công hạng Ba          |
| 6      | Huân chương Dũng cảm                   |
| 7      | Huân chương Chiến sĩ vẻ vang hạng Nhất |
| 8      | Huân chương Chiến sĩ vẻ vang hạng Nhì  |
| 9      | Huân chương Chiến sĩ vẻ vang hạng Ba   |

## Lịch sử thụ phong cấp bậc hàm
| Năm thụ phong | 2009     | 2013     | 2016      | 2019   | 2024        |
| ------------- | -------- | -------- | --------- | ------ | ----------- |
| Cấp hàm       |          |          |           |        |             |
| Danh xưng     | Thiếu tá | Trung tá | Thượng tá | Đại tá | Thiếu tướng |